# 고양 데이원 점퍼스
고양 데이원 점퍼스 BC(Goyang Day One Jumpers Basketball Club)는 대한민국 경기도 고양시에 있었던 농구 선수단이다. 데이원스포츠가 운영했던 남자 프로 농구단이며, 1996년에 창단되었고 2023년에 해단되었다.

## 역사

### 주요 역사
1994년, 한국프로농구연맹에 창단서를 제출하면서 시작된다. 모기업 동양제과의 대지분으로 1995년 3월 '동양제과 농구단'을 창단하고 1995년 10월에는 농구단의 심볼을 오리온스로 확정지었으며, 1996년 3월 27일 창단식을 갖고 남자 농구계에 출사표를 던졌다. 동양농구단은 27일 후 코리안리그 우승이라는 신화를 기록했고, 6개월 후에는 제77회 전국체육대회에서 준우승이라는 쾌거를 올렸다. 1997년 프로농구 출범을 앞두고 1996년 11월 농구열기가 강한 대구광역시를 연고지로 정하였고, 같은 해 12월 27일 10개 구단 중 가장 먼저 독립법인 동양레포츠 주식회사를 설립, '동양제과 농구단'에서 '대구 동양 오리온스 프로농구단'으로 개칭, 프로농구단으로 정식 출범하였다. 2003년 9월에 동양그룹과 오리온그룹의 그룹 분리로 '대구 오리온스 농구단'으로 개칭하게 되었다. 2011년에 연고지를 대구광역시에서 고양시로 이전하여 '고양 오리온스 농구단'으로 교체하여 부르게 되었다. 하지만 이 과정에서 잡음이 많았고, 이에 대한 부정적인 시각도 많았다. 2015년 '고양 오리온스'는 '고양 오리온 오리온스'로 모기업 명을 포함한 팀명으로 변경했다. 홈구장은 2010-11 시즌까지 대구실내체육관에서 열렸고, 연고지 이전으로 인해 2011-12 시즌부터 고양체육관에서 경기가 열리고 있다.

### 신생팀 선풍
대구 오리온스의 모태가 된 동양제과는 1996년 3월에 고려대학교와 경희대학교를 연고 학교로 하여 창단했다. 창단 감독으로는 상무 농구단의 감독이었던 박광호를 선임했으며, 김진 코치를 영입했다. 또, 고려대학교 포워드 전희철, 김병철과 김광운, 허남영 등을 비롯한 15명의 선수들을 창단 멤버로 영입하며 기틀을 마련했다. 그 해 4월의 박카스배 코리안리그 1차 대회에서 상무와 6승 2패로 동률을 이루었으나 승자승 원칙에 따라 창단 27일 만에 첫 우승을 차지했다. 당시 골밑에서 몸을 사리지 않았던 전희철은 MVP를 수상했고, 동양제과의 저력은 그 해 전국체전 준우승을 거쳐 프로 원년까지 이어져 우승 후보로 손꼽히기에 이르렸다. 덕분에 창단 초기부터 두터운 팬층을 확보하며 시즌을 시작할 수 있었다.

### 프로 출범 초기 활약
프로 원년 대구 동양 오리온스 팬들의 기대감은 뜨거웠다. 토니 매디슨과 로이 해먼즈, 두 용병 콤비와 전희철-김병철의 토종 콤비가 갖고 있는 잠재력은 높게 평가받았다. 시즌 초 단독 2위까지 치고 올라갔으나 시즌 중반 이후 기세가 꺾였다. 결국엔 원년 1997 시즌에서 11승 10패의 성적으로 4위를 기록해 6강 플레이오프에 진출했고 준 플레이오프에서는 광주 나산 플라망스를 4승 1패로 완파하고 플레이오프에 진출했다. 그러나 4강 플레이오프에서는 그 해 챔피언 자리에 오른 부산 기아 엔터프라이즈에게 패하였다.
다음 시즌인 1997-98 시즌에도 리바운드 1위를 기록한 용병 키넌 조던-전희철의 더블 포스트와 김병철의 폭발적인 3점 슛에 힘입어 23승 22패로 5위를 차지했고, 준 플레이오프에서 원주 나래 블루버드를 3승 2패로 제치고 2년 연속 4강에 진출한다. 이렇듯 전희철과 김병철은 팀에 없어서는 안 되는 주축 선수였다. 이러한 점은 또 다른 문제를 안고 있었는데, 이들의 병역이었다. 이 문제가 이후 대구 동양 오리온스의 긴 암흑기로서 표출되기 시작한다.

### 굴욕적인 32연패, 그리고 기나긴 암흑기
두 시즌 연속 4강에 진출하면서 가능성을 보인 오리온스의 가장 큰 난제는 전희철, 김병철, 박재일 등 주축 선수들의 병역 문제였다. 이들을 순차적으로 입대시키며 전력 누수를 최대한 줄이는 방안과 한꺼번에 입대시키는 방안을 놓고 고심하던 동양 오리온스 박용규 단장은 주위의 조언을 모두 종합해 결정을 내렸다. 그가 내린 결단은 '이왕 맞을 매, 화끈하게 한 번에 맞자'라는 것이었다. 그리고 이들이 모두 돌아오는 날 '오리온스의 황금기'를 열겠다는 계획이었다. 결국 1997-1998 시즌 종료 후 전희철은 공익근무요원으로 입대했고, 팀에서는 김병철, 박재일을 비롯한 주전급 국내 선수 6명을 모두 국군체육부대에 입대시켰다. 팀의 베스트 5는 외국인 선수 2명과 이적생 이인규, 이훈재, 정락영 등으로 모두 물갈이되었다. 외국인 선수 선발에서는 그레그 콜버트라는 걸출한 선수를 뽑을 수 있었기에 구단 관계자들이 내심 최하위권으로 떨어지지 않을 것으로 기대했다. 하지만 8경기를 치를 때까지 득점 및 리바운드 순위에서 1·2위를 다투던 그레그 콜버트가 부인과의 불화를 이유로 돌연 보따리를 싸 귀국하면서 시즌이 꼬이기 시작했다. 콜버트 대신 자바리 마일스를 영입했지만, 그의 기량은 콜버트에 크게 못 미쳤고 이후 연패를 거듭했다. 선수단의 사기가 크게 떨어지면서 연패는 좀처럼 끊이지 않았다. KBL 신기록인 12연패와 NBA 기록인 25연패를 넘어서 결국 32연패에 빠졌고, 결국 이 연패 행진은 1999년 2월 28일의 나산 플라망스전에서 겨우 끝낼 수 있었다. 85:66으로 연패를 끊은 후 대구실내체육관은 마치 우승이라도 한 분위기였고 구장을 찾은 팬들과 팬클럽 회원들은 서로 부둥켜 안고 감격의 눈물을 흘렸다. 하지만 남은 경기에서도 전패를 당하며 3승 42패로 1998-1999 시즌을 마감했다.
다음 1999-2000 시즌에는 공익근무 소집이 해제되어 복귀하는 전희철, 신인 드래프트에서 2순위로 입단한 조우현 등 복귀하거나 새로이 가세하는 선수들이 있어서 역시 시즌 초반에 기대감을 높였다. 그 밖에도 코칭 스태프와 선수, 프런트가 이전 시즌의 굴욕을 벗어 던지기 위해 혼연 일체가 되었다. 하지만 시즌 전 기대했던 신인 포인트가드 김상우가 팔목이 부러지는 부상을 입으면서 시즌 내내 포인트가드 부재로 고생하게 된다. 거기다 전희철이 시즌 초 이마 부상, 6강 다툼이 한창 치열할 때 발목 부상으로 결장하고 조우현도 허리 디스크로 시즌 중 15일간 결장한데다 외국인 선수 무스타파 호프 가 부인의 출산을 이유로 3경기를 결장하는 등 악재들이 겹치며 중하위권에서 계속 맴돌았다. 시즌 막판 6경기에서 5승 1패로 선전하며 치고 올라가는 듯했으나 결국 6위권과 1승 차이(20승 25패)로 8위를 기록하며 플레이오프 진출에 실패했다.
2000-01 시즌에는 김병철이 복귀하고 전희철 등이 건재하여 4강 전력으로 평가받았으나 9승 36패로 다시 꼴찌를 기록하면서 참담한 시즌을 보냈다. 그 이유에는 여러 가지가 있었다. 우선 포인트가드의 부재였다. 원래 슈팅 가드인 김병철이 팀 사정상 시즌 내내 포인트가드 역할을 보면서 제 기량을 펼치지 못했다. 이흥배, 김상우와 같은 기대했던 신예 포인트가드 선수들의 성장이 받쳐 주지 못했던 것이 뼈아팠다. 또한 기대 이하였던 외국인 선수가 자주 교체되면서 조직력을 정비할 시간이 없었다. 와이킹 존스-앨버트 리차드슨-토시로 저머니, 데이먼 플린트-마이클 루이스-토드 버나드 등으로 이어지는 교체 릴레이는 안 되는 팀의 전형이었다. 시즌 중 최명룡 감독이 해임되고 김진 코치가 감독대행으로 임명되는 등 갖은 노력을 했으나 결국은 10위라는 성적표만 안았다. 이런 답답함으로 인하여 오리온스는 2001-2002 시즌을 앞두고 새로 가드 한 명을 지명하기로 한다. 그리고 오리온스는 보기와는 다르게 성장한다

### 김승현의 합류, 그리고 전성기
감독대행을 맡고 있었던 김진 코치는 시즌 후 정식 감독으로 승격되었다. '꼴찌의 반란'. 2001-02 시즌 대구 동양 오리온스에게 따라다니던 호칭이었다. 신인 드래프트에서 3순위로 뽑은 동국대학교 출신의 수퍼 루키 가드 김승현과 1순위 용병 마커스 힉스의 가세로 다시 한 번 기대를 모았던 선수 구성이었지만 지난 3년의 길고 긴 부진은 전문가들로 하여금 올해도 기대감에서 끝날 것이라는 예측을 낳게 하였다. 하지만 시즌 초반부터 폭발한 김승현과 마커스 힉스의 활약은 센세이션 그 자체였다. 김승현은 178cm의 작은 키에도 불구하고 그해 프로농구 무대 전체를 휘저었다. 김승현은 12.2득점, 4.0리바운드, 8.0어시스트, 3.2스틸를 기록하면서 어시스트 1위, 스틸 1위를 차지했다. 화려한 드리블과 패스, 엄청난 스피드로 몇 년간 이어졌던 동양 오리온스의 포인트가드 부재를 한 번에 해소해 주었다. 결국 시즌 MVP와 신인상까지 동시에 수상하였다. 한편, 마커스 힉스는 체격은 왜소했지만 NBA 수준의 골밑 돌파와 가공할 체공력에서 나오는 블록슛, 리바운드를 갖춰 외국인 선수 드래프트 1순위다운 실력을 뽐냈다. 농구팬들에게는 한 단계 수준이 높아진 농구를 보여줬다. 농구팬들에게는 보는 즐거움을, 팀에는 승리의 기쁨을 동시에 선사한 것이다. 24.2득점으로 4위, 8.2리바운드, 3.7어시스트, 2.9블록으로 1위를 기록하는 등 고른 활약으로 외국인 선수상을 차지했다.
욕심을 버리고 팀을 위해 궂은 일을 마다않은 '양철' 듀오의 변신도 시즌내내 화제가 됐다. 초등학교와 대학교 동창으로 20년 가깝게 우정을 나눠온 전희철과 김병철은 지난 시즌까지만 해도 '서로 견제한다', '둘의 자존심이 팀을 망친다'는 이야기를 들었던 사이였으나 팀 득점을 책임져야 한다는 부담감이 무리한 플레이를 자아 냈고 시즌 전 구단측의 일방적인 연봉 삭감 통보를 감수하면서 묵묵히 부활을 준비했다. 농구공을 잡은 이래 처음 맛보는 '꼴찌' 수모는 이들의 자존심에 불을 지폈다. 김진 감독은 키가 작은 3점슈터 김병철에게 “수비가 안되면 출전시키지 않겠다”며 수비를 강조했고 골밑보다는 외곽을 선호하던 전희철에게는 골밑 로테이션 수비의 중책을 맡겼다. 이들은 '수비만 하라'는 김진 감독의 지시를 충실히 이행했다. 힉스의 공격패턴이 타팀에게 간파당하고 체력이 부쩍 떨어진 3라운드가 되자 김진 감독은 '출격 명령'을 내렸다. 때를 기다렸다는 듯 김병철과 전희철은 내·외곽에서 득점을 해 줬고 동양은 이들의 든든한 활약으로 선두 자리를 유지할 수 있었다.
그 밖에 20순위로 가장 늦게 뽑힌 라이언 페리맨이 경기당 14.81개의 리바운드로 1위에 오르고 포스트 공격에서 힉스의 부담을 덜어주면서 숨은 활약을 펼쳐주었고 김진 감독의 용병술, 정태호 단장의 물심양면적 지원이 더해지면서 시즌 1위를 기록할 수 있었다. 플레이오프에서도 4강에서 5차전, 결승에서 7차전까지 가는 접전 끝에 감격의 우승을 차지하면서 선수단과 프런트, 팬들은 모두 눈물을 흘렸다. 물론 지난 3년 간의 눈물과는 다른 눈물이었다. 핵심 가드 김승현은 김진 감독과 함께 참가한 2002년 아시안 게임에서 금메달까지 차지하여 병역도 해결했다. 2002년에는 대구 동양 오리온스가 우승하고 나서 프로야구단 삼성 라이온즈가 2002년 한국시리즈에서 우승하여 대구광역시 연고 프로 스포츠단들이 많이 우승을 차지한 해이기도 하다.

### 전성기, 계속된 정상도전
이어진 2002-03 시즌에 앞서 샐러리캡 문제로 전희철이 전주 KCC 이지스로 이적하고 페리맨도 재계약하지 않고 창원 LG 세이커스로 팀을 이동하면서 우승 멤버 중 2명이 빠졌다. 그밖에 전력 플러스 요인이 없이 시즌을 맞이하여 우승 전력보다는 4강권으로 분류되었다. 새로 뽑은 외국인 선수 AJ 롤린스 도 기대에 미치지 못해 시즌 중반 토시로 저머니로 대체되었지만 김승현과 마르커스 힉스의 콤비플레이가 더욱 무르익어가고 LG에서 영입한 박훈근 이 전희철의 공백을 잘 메워 주면서 시즌 초 선두권을 유지해 나갔다. 하지만 저머니의 부진과 김승현의 징계, 박훈근의 부상 등 악재가 겹치면서 위기가 다가왔다. 이 위기는 김승현의 공백은 신인 가드 박지현이, 박훈근의 공백은 박재일이 훌륭히 메워 주었고 변함없이 김병철이 내외곽에서 활약하면서 빠져나올 수 있었다. 결국은 2년 연속 정규리그 제패에 성공하면서 김병철(평균 36분 20초 출장, 16.9득점, 2.6리바운드, 2.7어시스트, 3점슛 2.5개(3위), 1.6스틸(9위))은 시즌 MVP, 마르커스 힉스(평균 37분 40초 출장, 26.1득점(2위), 8.6리바운드, 4.8어시스트(8위), 3.2블록(1위))는 외국인 선수상, 김진 감독은 감독상을 받았다. 하지만 3위였던 원주 TG삼보 엑서스와 맞붙었던 이 해의 KBL 챔피언 결정전에서 악명 높은 '15초 실종사건'이 일어난다. 챔피언 결정전 1,2차전을 TG 삼보에 내주고 3,4차전을 승리한채 맞은 5차전에서 3차 연장까지 간 끝에 패배하였다. 하지만 경기 후 이 경기를 분석하던 코칭 스태프는 4쿼터 종료 1분 16초전 허재의 아웃 오브 바운드로 TG 삼보가 공격을 재개해 잭슨의 3점슛이 들어가기까지 15초 동안 전광판 시계가 계속 멈춰있었던 계시원의 결정적 실수를 발견했다. 동양은 재경기를 요청했고 제정위원회에서는 이 요청을 받아들였다. 그러나 6차전 당일 오후 열린 KBL 김영기 총재와 양팀 단장간의 면담에서 동양은 고심 끝에 재경기 기회를 포기하기로 결정을 내렸다. 그대로 재경기를 주장했다가는 TG 삼보가 6차전 몰수패를 선언할지도 모르는 상황이 됐기 때문이다. 정태호 단장은 “프로농구 발전이라는 대승적인 차원에서 제소를 취하한다”며 눈물을 쏟았다. 동양은 선수들의 투혼이 6,7차전 승리로 이어지기를 희망했지만 결국 숨막히던 승부는 6차전에서 TG 삼보의 우승으로 마무리지어졌다.
2003-04 시즌을 앞두고 모기업 동양그룹이 동양그룹과 오리온그룹으로 분리되어 대구 동양 오리온스는 오리온그룹 계열로 들어감에 따라 '대구 오리온스'로 팀명을 바꾸면서 의욕적으로 시작했다. 오리온스는 2003-04시즌을 32승 22패, 3위로 마무리했다. 정규시즌 3연패 실패 원인은 두 명의 외국인 선수들이 힉스의 공백을 잘 메워주지 못했던 것이었다. 김승현, 김병철의 여전한 활약과 50%의 성공률로 3점슛 성공률 1위에 오르면서 급성장한 포워드 박재일을 위안으로 삼으면서 플레이오프에 진출했다. 그러나 이 해 플레이오프에서 또 다시 오심에 눈물을 흘린다. 오리온스와 LG의 6강 플레이오프 3차전. 오리온스가 67-66으로 앞선 4쿼터 초반. LG의 공격 때 빅터 토마스가 엔드라인을 완전히 벗어나 볼을 패스했지만 주심은 휘슬을 불지 않았다. 경기는 계속됐고, 오리온스가 76-73으로 앞선 상황. 레이저가 림을 맞고 나온 볼을 건드려 바스켓에 넣었다. 그러나 심판은 실린더룰을 적용, 득점을 인정하지 않았다. 오리온스는 결국 강동희의 3점포에 무너지며 4강 플레이오프 진출 좌절이라는 불운에 울어야 했다. 오심 파문은 경기가 끝난 후에도 확산일로를 치달았다. 김진 감독은 “조작이라는 생각밖에 안든다. 차라리 내가 심판을 하겠다”며 반발했고, 오리온스는 KBL에 재경기와 함께 진상조사를 요구했다. 그러나 KBL은 KCC와 LG의 플레이오프 4강 1차전이 열리던날 ‘오심은 인정되지만 조작의 증거는 없다’며 재경기 요구를 기가했고, 해당 심판에 대한 중징계만을 내렸다. 정태호 오리온스 단장은 사퇴 발표라는 배수의 진까지 쳤지만 KBL의 결정을 되돌리지는 못했다. 그렇다고 남는 게 없었던 것은 아니었다. KBL은 과거 한 차례 시행착오를 겪은 외국인 심판제를 2004-2005시즌 다시 도입키로 했다. 또 오심 논란이 끊이지 않았던 실린더룰도 폐지되었다.
그 후 2004-05, 2005-06, 2006-07 시즌에서도 김진 감독, 김승현-김병철 체제는 더욱 공고해지면서 꾸준히 힘을 발휘해 서울 삼성 썬더스가 9시즌 연속 진출하기 전까지 KBL 최다인 6회 연속 플레이오프 진출이라는 기록을 달성한다. 속공을 내세우는 빠른 플레이, 3점슛, 덩크슛으로 대변되는 화려한 농구는 대구 오리온스의 특징으로 자리잡으면서 많은 팬들을 환호하게 만들었다. 이는 KBL 12시즌 통산 득점 1위(50,323점), 3점슛 1위(4,686개)라는 기록이 말해준다. 대구 오리온스 자체로 한국 프로농구의 흥행코드로 자리잡았고 포인트가드 김승현, 프로 원년부터 팀을 한 번도 옮기지 않은 프랜차이즈 스타 김병철도 그 한 축을 담당하고 있다.

### 2007-08시즌 맞은 위기
2007-08 시즌을 앞두고 팀의 6년 연속 플레이오프 진출을 이끌었던 김진 감독이 서울 SK 나이츠로 떠나면서 다시 오리온스는 변화를 겪는다. 과거 대한민국 농구계의 슈퍼 스타였고 1997-98 시즌에 창원 LG 세이커스의 감독을 역임하며 수비 농구로 정규리그 2위를 이끌었던 이충희 감독을 영입했다. 그리고 신인 드래프트에서는 전체 2순위로 귀화 농구선수인 이동준을 영입하면서 어느 시즌보다 기대감을 높였으며 개막 2연승으로 시작하였다. 하지만 김승현의 부상이 발목을 잡았다. 김승현은 21경기밖에 출전하지 못하며 경기당 평균 6.0 어시스트를 기록했다. 그 자리를 신인 김영수 가 비교적 잘 메꿔주었지만 역부족이었고 주태수, 이동준이 포스트에서 제역할을 해주었지만 꾸준하지 못했다. 더욱이 이 둘은 포지션이 겹치는 문제가 발생하여 시즌 중 팀의 리빌딩을 위해 주태수는 눈물을 머금고 인천 전자랜드 엘리펀츠로 옮겨갔다. 이충희 감독도 시즌 초 사임하여 김상식 감독 대행 체제로 시즌을 마친 오리온스는 결국 12승 42패로 7년 만에 최하위의 수모를 겪게 된다. 하지만 신인 선수들인 김영수, 이동준, 그리고 슈팅가드 김병철의 후계자로 지목되어 시즌 중 트레이드된 전정규의 가능성을 본 시즌이었다. 그리고 김승현의 공백시 전력이 크게 떨어지는 약점을 보완하기 위해서 2008 KBL 신인 드래프트에서 대학 포인트가드 최대어 정재홍을 영입하는 등 다음 시즌을 더욱 기대하게 만드는 행보를 보이게 했다.

### 계속되는 몰락
2008-09 시즌 김상식 감독 체제로 갔던 오리온스는 김승현이 빠른 시일내에 복귀하고, 시즌 중반에 원주 동부 프로미 우승의 주역이었던 레지 오코사를 트레이드로 영입하여 플레이오프 진출을 노릴려고 했다. 하지만 김승현이 시즌 아웃을 당하고, 설상가상으로 오코사와의 호흡도 맞지 않아 끝내 김상식 감독은 사퇴한다. 시즌이 끝난 후, 대한민국 농구 국가대표팀 감독과 코치였던 김남기 감독과 김유택 코치가 취임하였으나, 김승현이 이면계약으로 18경기 출장정지 징계를 받았다. 2010-11 시즌에도 몰락이 계속되어서 또 다시 10위를 기록했다. 이 시즌을 끝으로 프랜차이즈 스타 김병철이 은퇴했고, 김남기 감독도 물러났다. 김유택 코치도 팀에서 물러나 모교의 감독으로 옮겼다.

### 대구에서 고양으로 연고지 이전
김남기의 후임 감독으로 추일승이 취임하였다. 2011년 6월 오리온스가 대구광역시와 협의없이 경기도 고양시로 연고지 이전을 강행하였다. 그로 인해 2011-12 시즌부터는 대구 오리온스가 아닌 고양 오리온스로 바뀌게 되었는데, 이 여파로 오리온 제품 불매운동까지 벌이는 등 반발을 거세졌다. 대구광역시는 KBL에서 오리온스 연고지 이전 불허를 신청할 예정이었다. 그런데 최근 KBL이 27일에 열린 이사회에서, 오리온스의 연고지를 고양시로의 이전 확정이 승인됨에 따라, 2011-12시즌부터 팀명을 고양 오리온스로 교체하게 되었다. 연고지를 옮긴 뒤 처음 치른 시즌인 2011-12 시즌에서는 20승 34패, 8위를 기록하였다.
2012-13 시즌 초반에 6승 3패를 기록했으나 그 뒤 레더가 무단이탈하는 등 험난한 행보를 이어갔다. 하지만 어떻게든 6강에 진출했고 5위로 시즌을 마감했다. 6강 플레이오프에서 안양 KGC인삼공사에 2패를 먼저 떠안았던 것을 홈에서 2승으로 되갚지만, 결국 4강 티켓을 내주었다.
2015-2016 시즌에 전주 KCC 이지스를 꺾고 역대 2번째 우승을 차지하였고 고양에서는 첫우승이다.

## 역대 감독
| 순번 | 재임 기간              | 이름   |
| ---- | ---------------------- | ------ |
| 1대  | 1997.2.1 ~ 2000.1.9    | 박광호 |
| 2대  | 2000.1.10 ~ 2001.1.5   | 최명룡 |
| 3대  | 2001.4.1 ~ 2007.4.30   | 김진   |
| 4대  | 2007.5.14 ~ 2007.12.26 | 이충희 |
| 5대  | 2008.6.3 ~ 2009.3.2    | 김상식 |
| 6대  | 2009.4.22 ~ 2011.3.27  | 김남기 |
| 7대  | 2011.3.28 ~ 2020.2.20  | 추일승 |
| 8대  | 2020.4.28 ~ 2022.5     | 강을준 |
| 9대  | 2022.5 ~ 2023.06       | 김승기 |

## 참고 문헌
- “스포츠지원포털 등록 현황”. 대한체육회.